# (9927) Тютчев
(9927) Тютчев (лат. Tyutchev) — типичный астероид главного пояса, открыт 3 октября 1981 года советским астрономом Людмилой Карачкиной в Крымской астрофизической обсерватории и 4 мая 1999 года назван в честь русского поэта Фёдора Тютчева.

## Обнаружение и именование
(9927) Тютчев
Открыт 3 октября 1981 года в Научном Л. Г. Карачкиной.
Назван в память о русском поэте Фёдоре Ивановиче Тютчеве (1803—1873), одном из величайших представителей русской лирики девятнадцатого века и мастере русской поэзии. Многие его стихи были положены на музыку и переведены на другие языки.
Оригинальный текст (англ.)9927 Tyutchev
Discovered 1981-10-03 by Karachkina, L. G. at Nauchnyj.
Named in memory of the Russian poet Fedor Ivanovich Tyutchev (1803—1873). One of the greatest representatives of Russian lyricism of the nineteenth century, he was a master of Russian poetry. Many of his verses were set to music and translated into other languages.
Источники: 19990202/Numbers.arc; M.P.C. 34632.

## Орбита

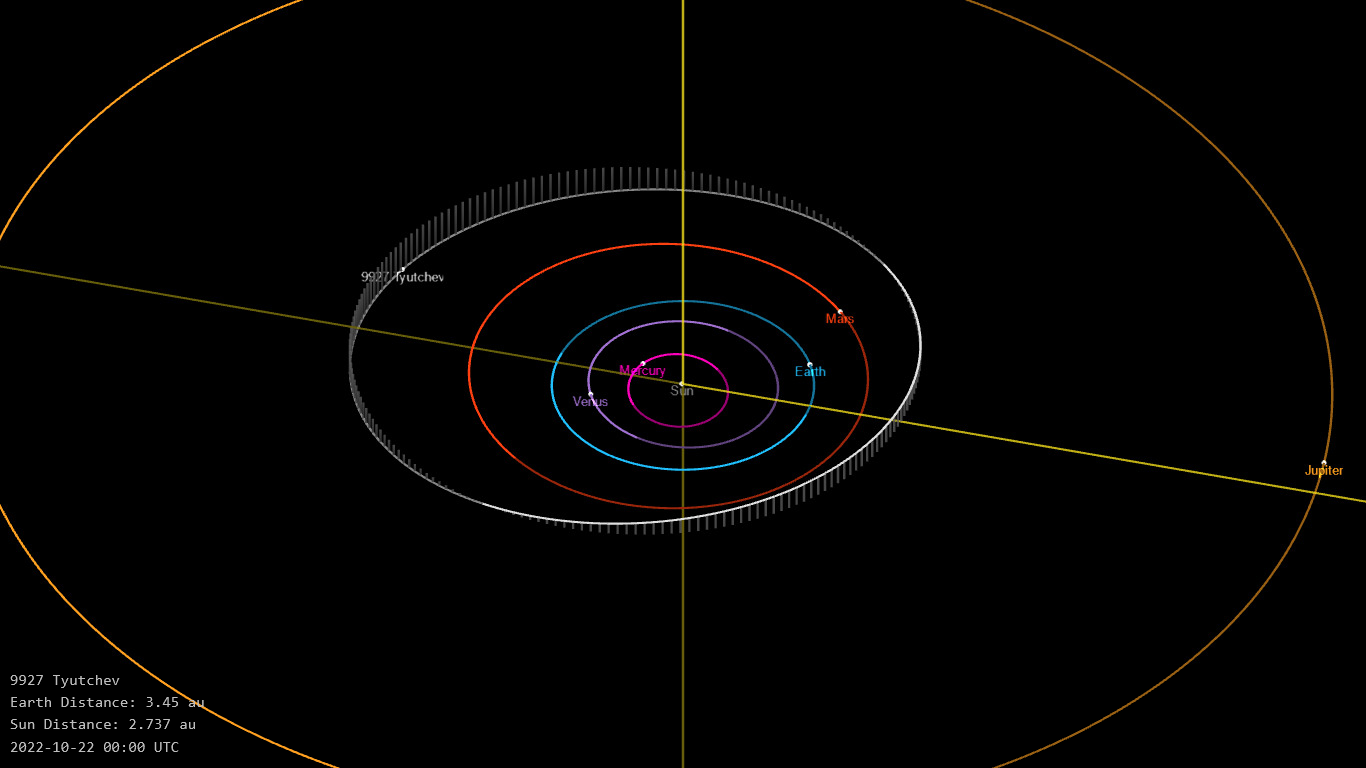
Орбита астероида Тютчев и его положение в Солнечной системе

## Физические характеристики
Астероид относится к таксономическому классу S.
По результатам наблюдений в видимом и ближнем инфракрасном диапазоне космического телескопа NEOWISE диаметр астероида сначала оценивался равным 3,270±0,333 км, позже — 2,37±0,24 км и 3,270±0,333 км. Согласно тем же источникам альбедо оценивается как 0,4551±0,0281, 0,57±0,17 и 0,455±0,028.